# Національна премія України імені Тараса Шевченка — лауреати 2012 року
Список лауреатів Національної премії України імені Тараса Шевченка за 2012 рік
| Номінація                              | Лауреат               | Обґрунтування |
| -------------------------------------- | --------------------- | --- |
| Література                             | Петро Мідянка         | за збірку поезій 2010 року «Луйтра в небо»                                                                                     |
| Література                             | Володимир Рутківський | за історичну трилогію для дітей «Джури» 2007–2010 рр. («Джури козака Швайки», «Джури-характерники», «Джури і підводний човен») |
| Літературознавство і мистецтвознавство | Тетяна Кара-Васильєва | за книгу «Історія української вишивки» 2008 року                                                                               |
| Музичне мистецтво                      | Віктор Степурко       | за псалмодію «Монологи віків» для змішаного хору і соло інструментів (у семи частинах на канонічні тексти)                     |
| Образотворче мистецтво                 | Анатолій Криволап     | за цикл з 50 робіт «Український мотив»                                                                                         |

Премії у номінації «концертно-виконавче мистецтво» і «народне і декоративно-прикладне мистецтво» цього року вирішили не вручати.